# Arriba Viña
Arriba Viña (en 2019, 2020 y 2023 denominado como Échale la culpa a Viña) fue un programa de televisión chileno realizado desde la terraza del Hotel Sheraton Miramar de Viña del Mar. Producido y emitido desde 2019 hasta 2024 conjuntamente por Canal 13 y TVN, realizado en el marco del Festival Internacional de la Canción de Viña del Mar. Servía como el programa satélite oficial del evento (en sus ediciones LX, LXI, LXII y LXIII), dando cobertura exclusiva del mismo y de los eventos previos o relacionados, y complementándolo con artistas invitados o relacionados con el certamen.
En su primera temporada, en 2019, fue conducido por Francisca García-Huidobro (rostro representante de Canal 13) y Cristián Sánchez (de TVN), acompañados de los panelistas Chiqui Aguayo (TVN) y Mauricio Jürgensen (Canal 13), quienes conversaban con diferentes invitados, incluyendo a los artistas del Festival, además de música, humor, moda y farándula. 
En 2020, fue animado por Francisca García-Huidobro y Karen Doggenweiler, acompañadas por Raquel Argandoña, Gino Costa e Ignacio Gutiérrez como panelistas.
La edición de 2023, la primera en dos años tras la suspensión del festival en 2021 y 2022, fue animada por Tonka Tomicic (representado a Canal 13) y Carmen Gloria Arroyo (a TVN). De panelistas oficiaron Yamila Reyna e Ignacio Gutiérrez.
Para edición de 2024, la última de la alianza entre TVN y Canal 13 se decidió (producto de la contingencia de los incendios forestales que azotaron a la Región de Valparaíso durante el mes de febrero) cambiarle el nombre al programa, pasando a denominarse Arriba Viña, fue animada por Karla Constant, Sergio Lagos (representando a Canal 13), Carmen Gloria Arroyo e Iván Núñez (representando a TVN).

## Equipo

### Conducción
- Francisca García-Huidobro (2019, 2020)
- Cristián Sánchez (2019)
- Karen Doggenweiler (2020)
- Tonka Tomicic (2023)
- Carmen Gloria Arroyo (2023, 2024)
- Sergio Lagos (2024)
- Karla Constant (2024)
- Iván Núñez (2024)

### Panelistas
- Mauricio Jürgensen (2019)
- Chiqui Aguayo (2019)
- Raquel Argandoña (2020)
- Gino Costa (2020)
- Ignacio Gutiérrez (2020, 2023)
- Yamila Reyna (2023)

## Temporadas
| Edición | Inicio                | Final                 |
| ------- | --------------------- | --------------------- |
| 2019    | 23 de febrero de 2019 | 2 de marzo de 2019    |
| 2020    | 22 de febrero de 2020 | 29 de febrero de 2020 |
| 2023    | 18 de febrero de 2023 | 25 de febrero de 2023 |
| 2024    | 24 de febrero de 2024 | 2 de marzo de 2024    |